# Björn Alke
Björn Alke (* 15. April 1938 in Sundsvall; † 31. Oktober 2000 in Farsta) war ein schwedischer Jazz-Bassist und Komponist.

## Leben und Wirken
Alke studierte von 1960 bis 1964 Violine an der Königlichen Musikhochschule Stockholm, später noch Piano, Kontrabass und Jazzpädagogik. Von 1984 bis 1987 unterrichtete er an der Musikschule in Piteå. Ab 1960 spielte er als Bassist mit schwedischen und auch amerikanischen Jazzmusikern; 1964 im Staffan Abeleen Quintet (Persepolis). Er schrieb Musik für den Spielfilm Calle P. und arbeitete mit Monica Zetterlund (Monica 1967) und Lars Gullin (Live!, 1969). Mitte der 1970er Jahre spielte er mit Okay Temiz und Bernt Rosengren in der Formation Sevda. 1974 entstand das Album Björn Alkes Kvartett – Jazz I Sverige '74, an dem u. a. Fredrik Norén, Göran Strandberg und Gunnar Bergsten mitwirkten. 1976 folgte das Album Fine And Mellow. Er war mit Lulu Alke verheiratet, auf deren Album Jazz In Sweden '89 (Caprice Records) er mitwirkte. Alke starb mit 62 Jahren in Stockholm.

## Diskographische Hinweise
- Bernt Rosengren – Notes From Underground (1974)
- Okay Temiz Trio – Turkish Folk Jazz (1975)
- Bengt Frippe Nordström – The Environmental Control Office (1988)